# Видалення каменя глупоти

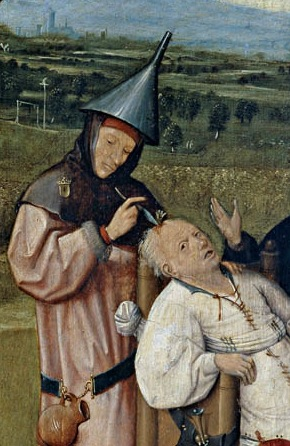
Ієронім Босх, Видобуток каменю глупоти

«Вилучення каменя глупоти» — популярний сюжет у картинах нідерландських художників XV—XVII століть. Хірург нібито виліковує пацієнта від глупоти, видаляючи з голови гіпотетичний камінь, який вважався причиною божевілля, ідіотизму чи деменції. У голландській мові вираз «вирізати камінь» означає «обдурити», тому те, що відбувається на картинах, нагадує швидше шарлатанство, ніж яку-небудь хірургічну або косметичну операцію.
Починаючи з 15 століття, видалення каменю за допомогою трепанації було запропоновано як засіб лікування.
Сюжет зустрічається у роботах таких художників, як Ієронім Босх, Ян ван Хемессен, Лукас ван Лейден, Рембрандт Харменс ван Рейн, Франсуа Вервілт та інших.

## Камінь глупоти

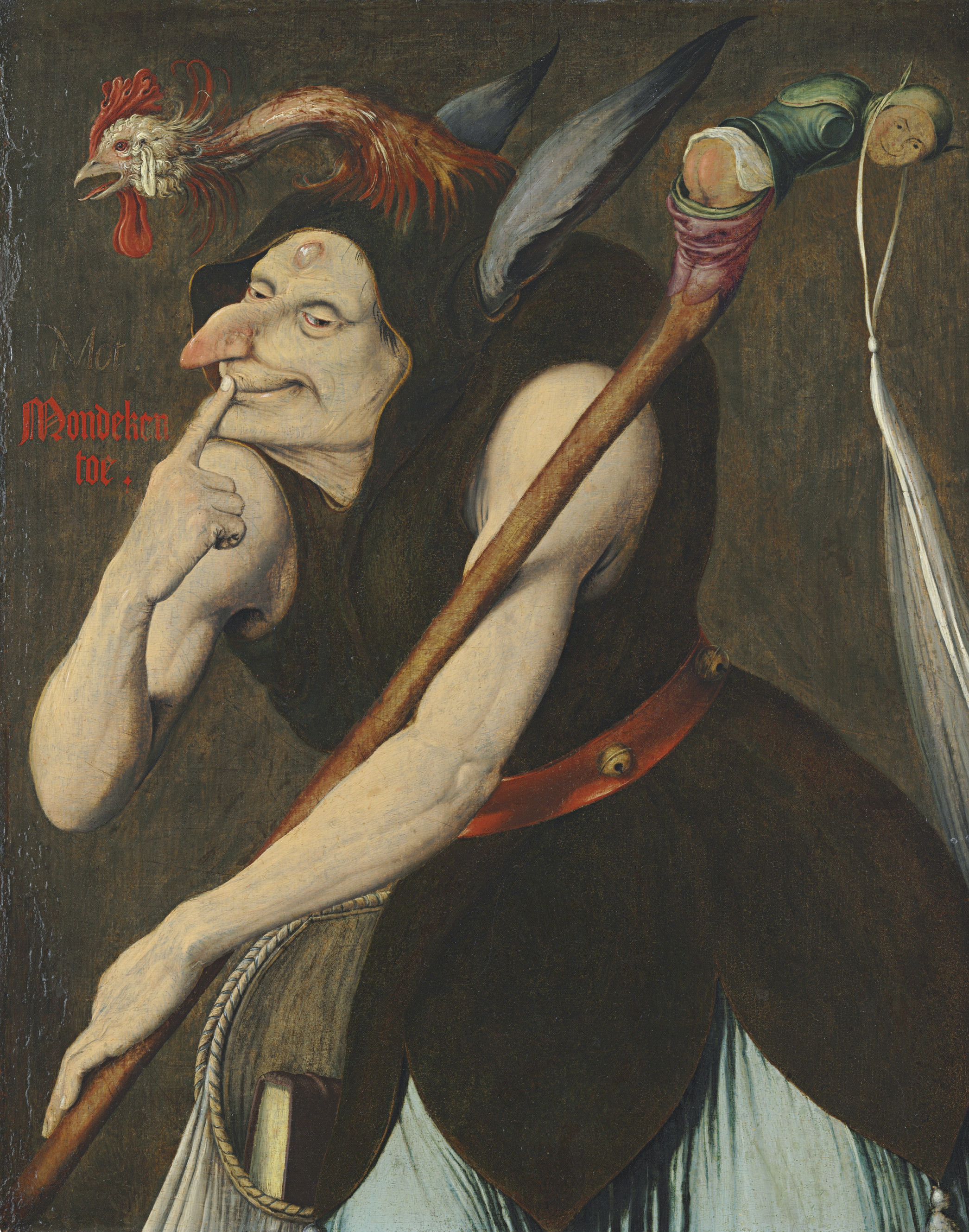
Квентін Массейс. Алегорія глупоти. Ок. 1510. Колекція Юліуса Хельда, Нью-Йорк

У Середні віки алхіміки були зайняті пошуком філософського каменю — субстанції, необхідної для перетворення недорогоцінних металів на золото, а також для створення еліксиру життя. Шарлатани переконували довірливих людей, що на противагу філософському каменю, який уособлює мудрість, існує так званий камінь глупоти, і видаливши його, можна вилікувати людину від цієї напасті. За нідерландським висловом «мати камінь в голові» — бути нерозумним, бути нетямущим, а вираз «вирізати камінь» означає «обдурити». Середньовічні художники використовували «камінь глупоти» (наріст, зокрема ліпому) у своїх сюжетах, розташовуючи його на лобі (інколи трохи вище) або за вухом. Його вважали символом божевілля, як, наприклад, у роботі «Алегорія дурості» фламандського художника Квентіна Массейса. На картині, написаній незабаром після виходу у світ сатиричного твору Еразма Ротердамського «Похвала глупоті», Массейс зобразив блазня (дурня) в традиційному костюмі з капюшоном, головою півня і вухами осла. У руках у нього посох із маленькою фігуркою зі спущеними штанами, а на лобі — наріст, у якому міститься той самий камінь.

## Сюжет картин
На картинах або гравюрах «Вилучення каменю» зображений пацієнт, як правило, чоловік, який корчиться або кричить від болю, в той час, як хірург «по живому» проводить операцію з його головою. Гримаса пацієнта і зосереджене від старанності обличчя лікаря створюють комічний ефект. Цей ефект посилюється антуражем картини: у Рембрандта операцію проводять у темряві, у Босха — на відкритому повітрі, але при цьому голову хірурга замість капелюха увінчано лійкою, у Яна Стена хірургічне втручання здійснюють прилюдно на помості або сцені, а витягнутий камінь демонструють натовпу. Так художники показують абсурдність цієї процедури.

## Вилучення каменю у роботах художників
Одна з перших робіт на тему операції з вилучення каменю глупоти — картина, яку тривалий час приписували пензлєві Ієроніма Босха. Зазвичай її відносять до 1475—1480 або до 1500—1520. На ній лікар-шарлатан із лійкою на голові витягує не камінь, а тюльпан (символ дурості), ще одна квітка вже лежить на столі. Орнаментальний напис на картині говорить: «Майстер, видали камінь. Мене звуть Лубберт Дас». Лубберт — ім'я загальне, що означає «балда», «простак», «олух». Нудьгуюча жінка у вбранні чорниці з загорнутою книжкою на голові. Вона — розповсюджений символ омани. Закрита книга вважалась тоді посібником для шахраїв та злочинців. Ця робота лягла в основу анімаційного фільму «Камінь глупоти» (The Stone of Folly), що був знятий 2002 року канадським режисером Джессі Розенвітцем (Jesse Rosensweet) та отримав Приз журі Каннського кінофестивалю.
У Марцелуса Коферманса в копії картини Босха хірург демонструє свої ноги в дивному незручному взутті на кшталт патентів (pattens) або чопінів, у яких хизувалися венеціанські аристократки (католицька церква називала таке взування «розпусним»). На його картині процедура поставлена на потік: одного пацієнта перев'язують, іншому роблять операцію, третій, ймовірно, вносить плату за майбутню процедуру. У гравюрі Пітера Брейгеля Старшого «Відьма з Маллегема» (1559) процедура набуває масового характеру. Черга, вишикувана до знахарки, величезна.
Гравюра на цю тему є і у Луки Лейденського (1524). Можливо, саме її використовував Рембрандт при створенні картини «Дотик» свого циклу «П'ять почуттів» (1624). До 1650—1660 років належить картина «Шарлатан витягує камінь божевілля» Яна Стена. Сюжет також зустрічається в роботах Яна ван Гемессена (1545—1550), Пітера Брейгеля Молодшого, Пітера Кваста (бл. 1630), Франсуа Вервілта (1658), Давида Тенірса Молодшого та інших художників.

## Галерея

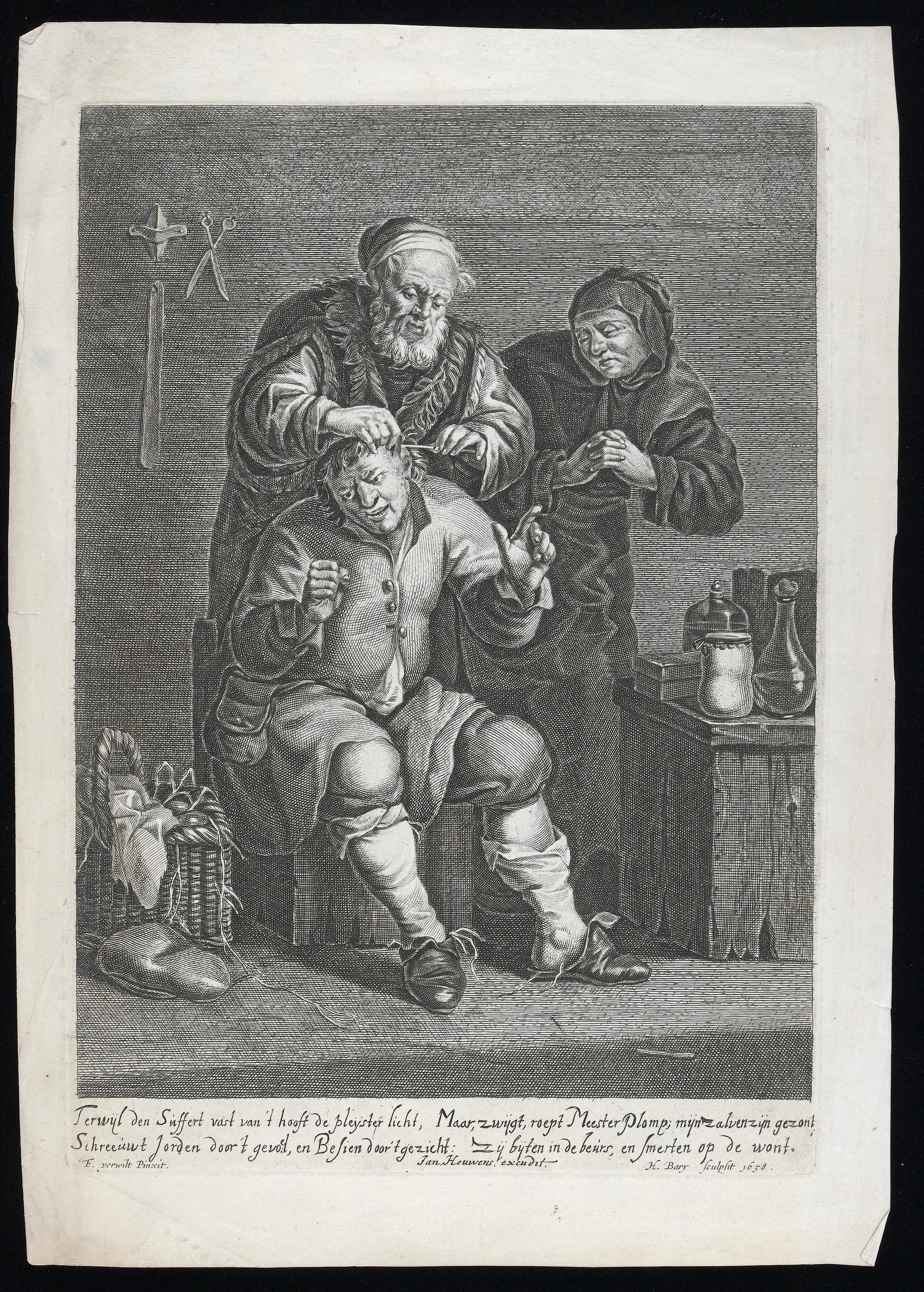
Франсуа Вервілт. Хірург, який оперує голову чоловікові (гравюра). 1658. Музей Бойманса - ван Бьонінгена, Роттердам.
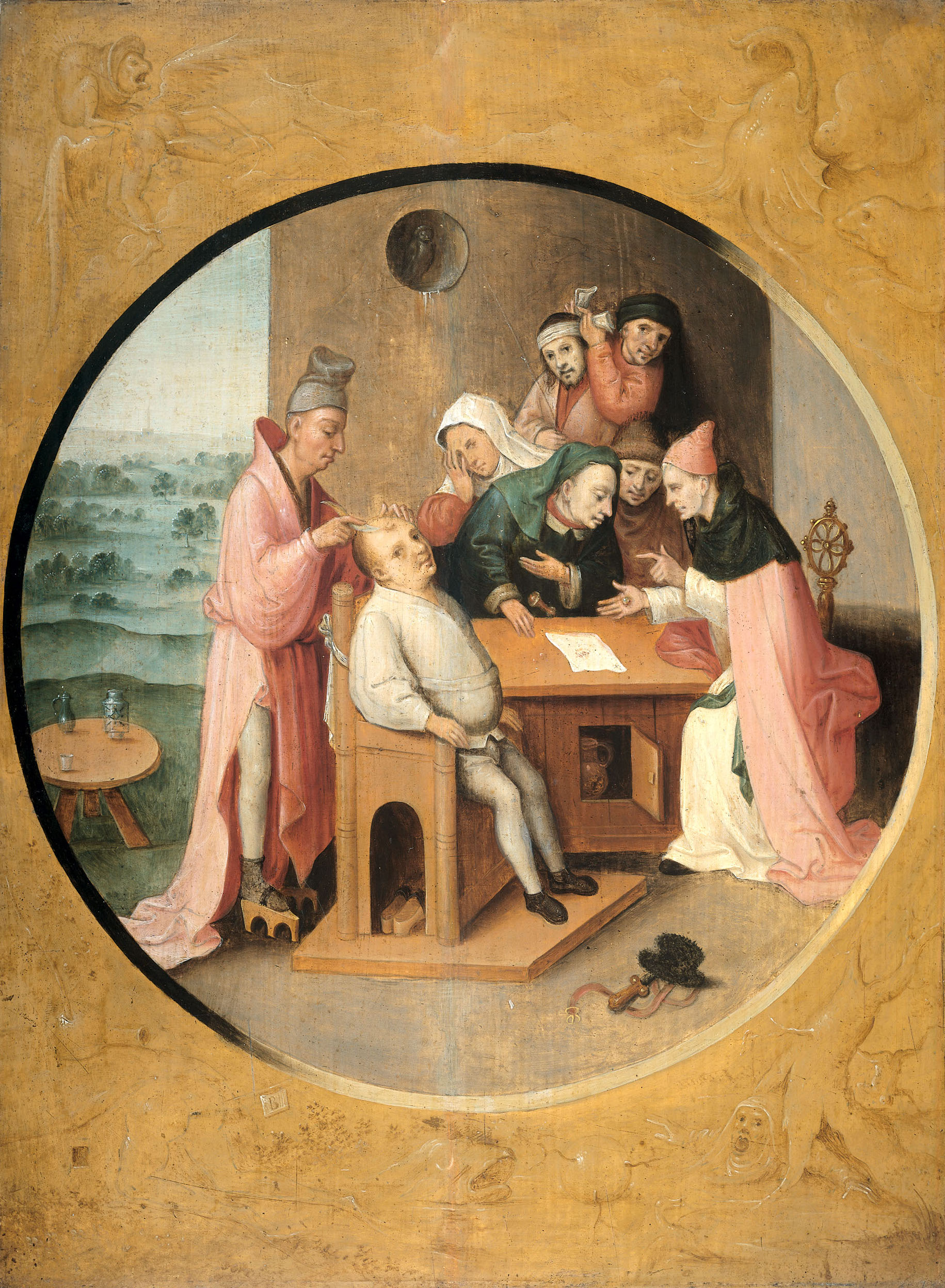
Марцеллус Кофферманс. Видалення каменю глупоти. 1540-1560. Музей Північного Брабанта, Хертогенбос
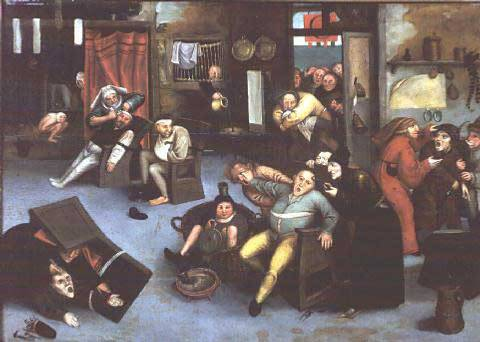
Пітер Брейгель Старший. Вирізання каменю божевілля, або Операція на голові. Ок. 1550 (копія, оригінал загублено). Музей у м. Сент-Омер
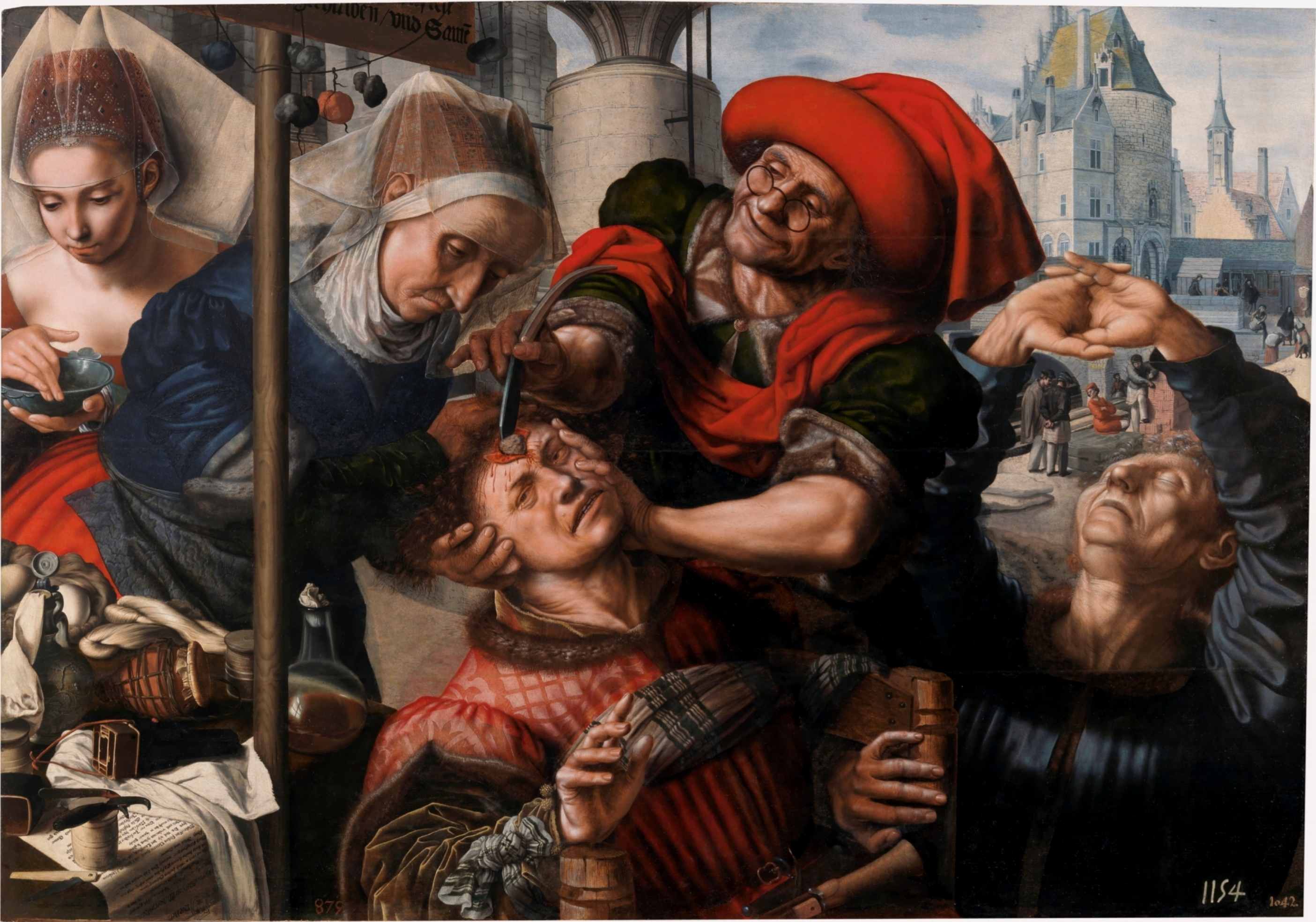
Ян ван Хемессен. Видалення каменю глупоти. 1550-1555. Прадо, Мадрид.
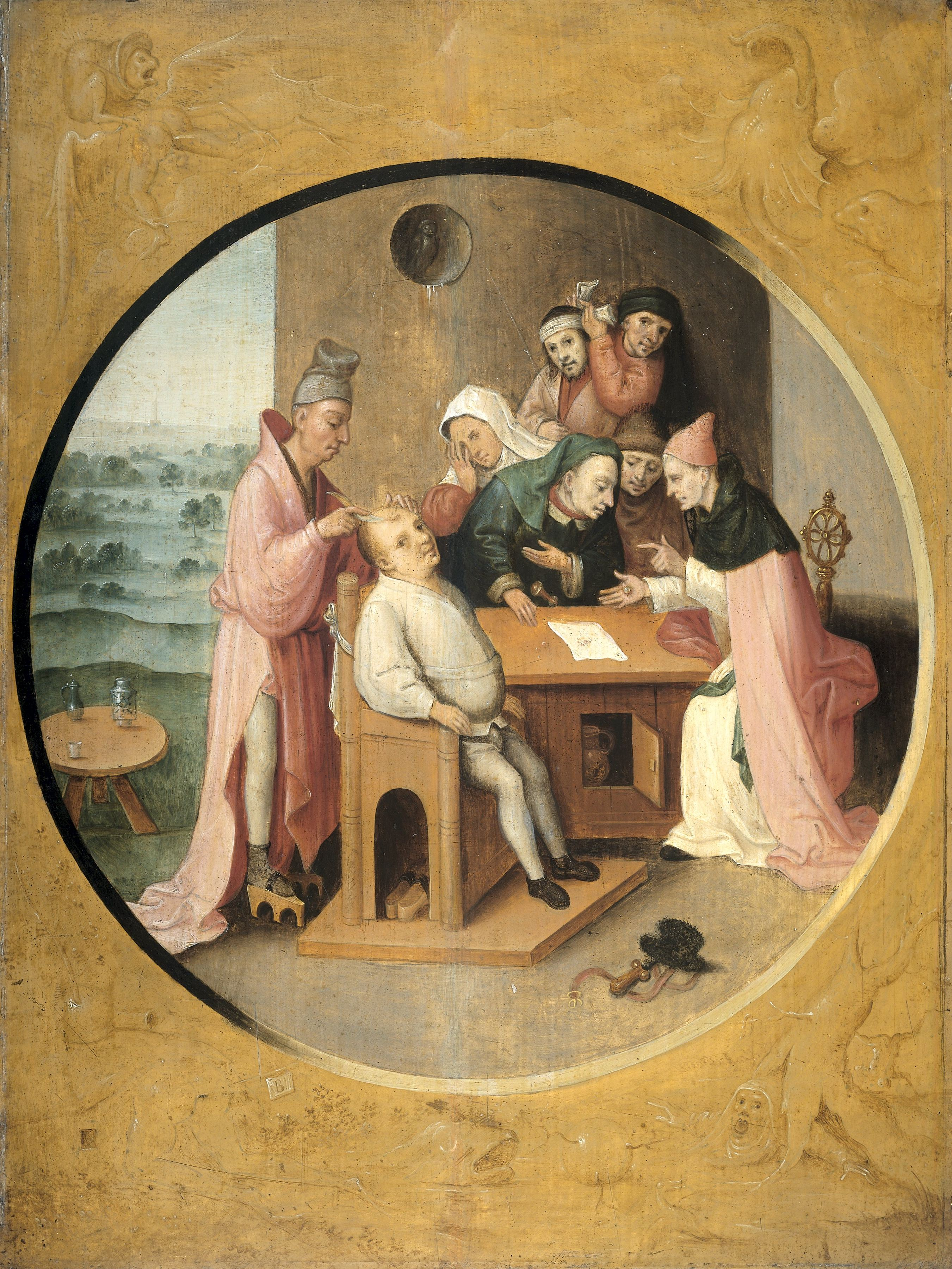
Після Ієроніма Босха, 16 століття
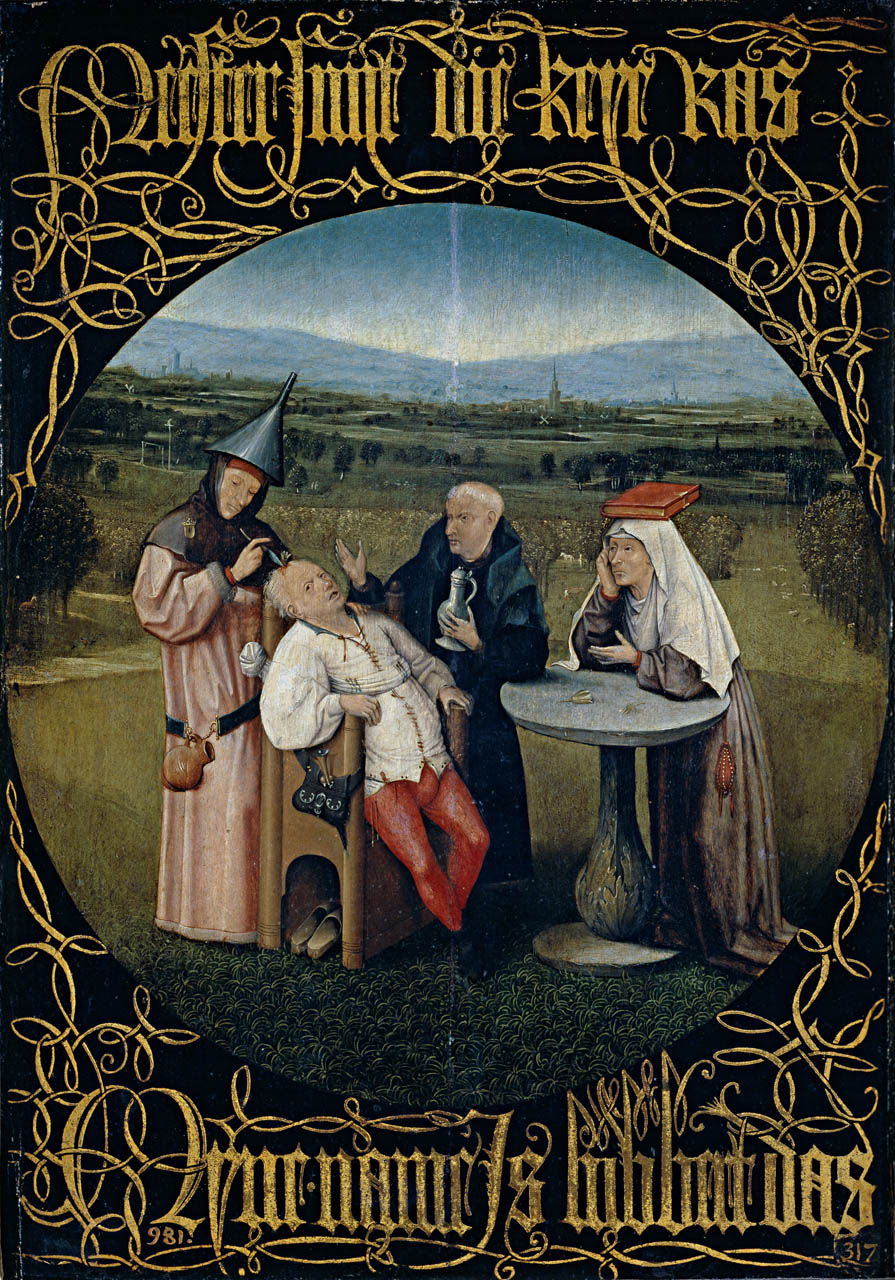
Ієронім Босх або його коло. Витяг каменя глупоти. До 1500. Прадо, Мадрид
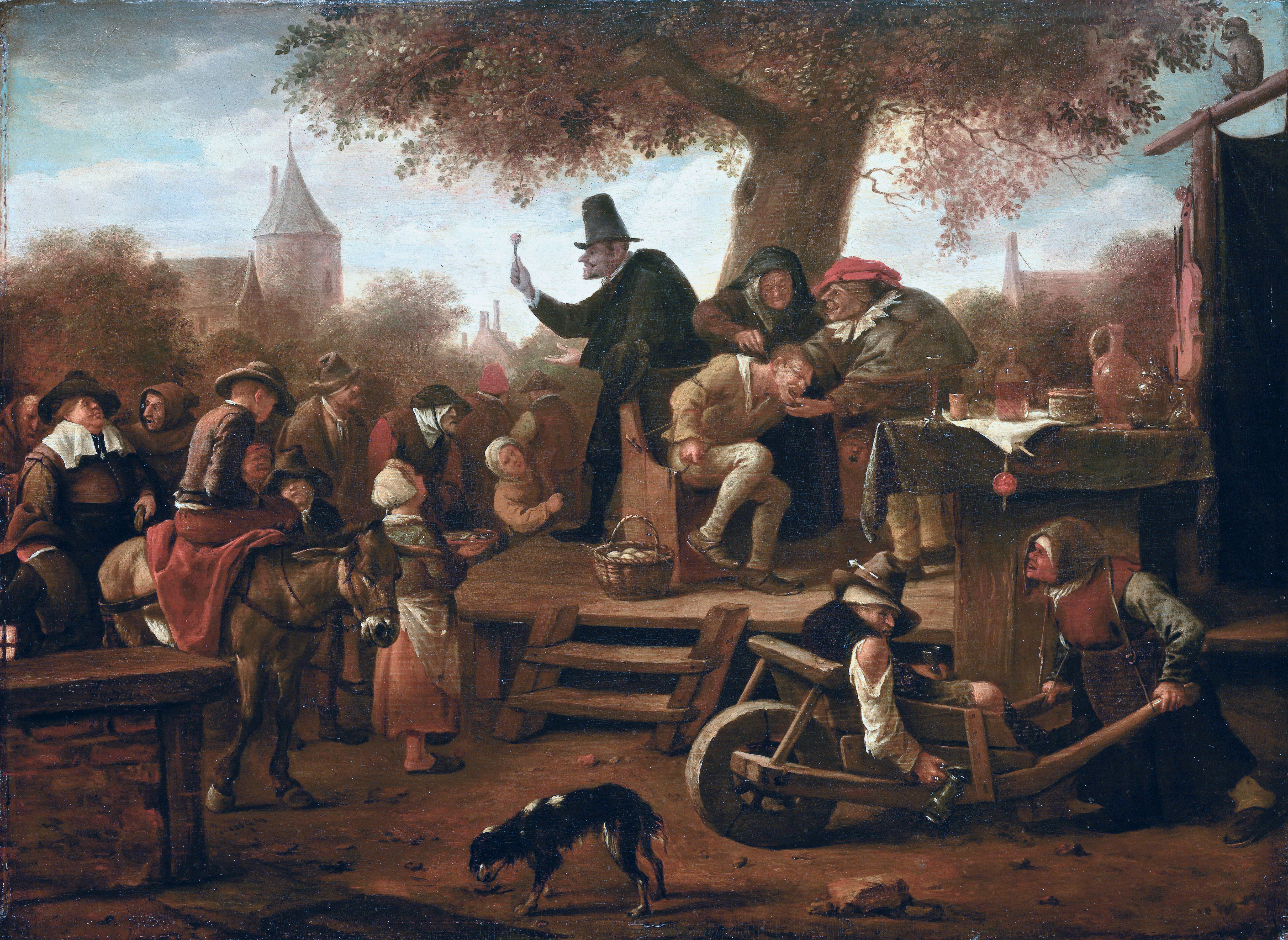
Ян Стен. Шарлатан витягує камінь божевілля. Ок. 1650-1660., Амстердам
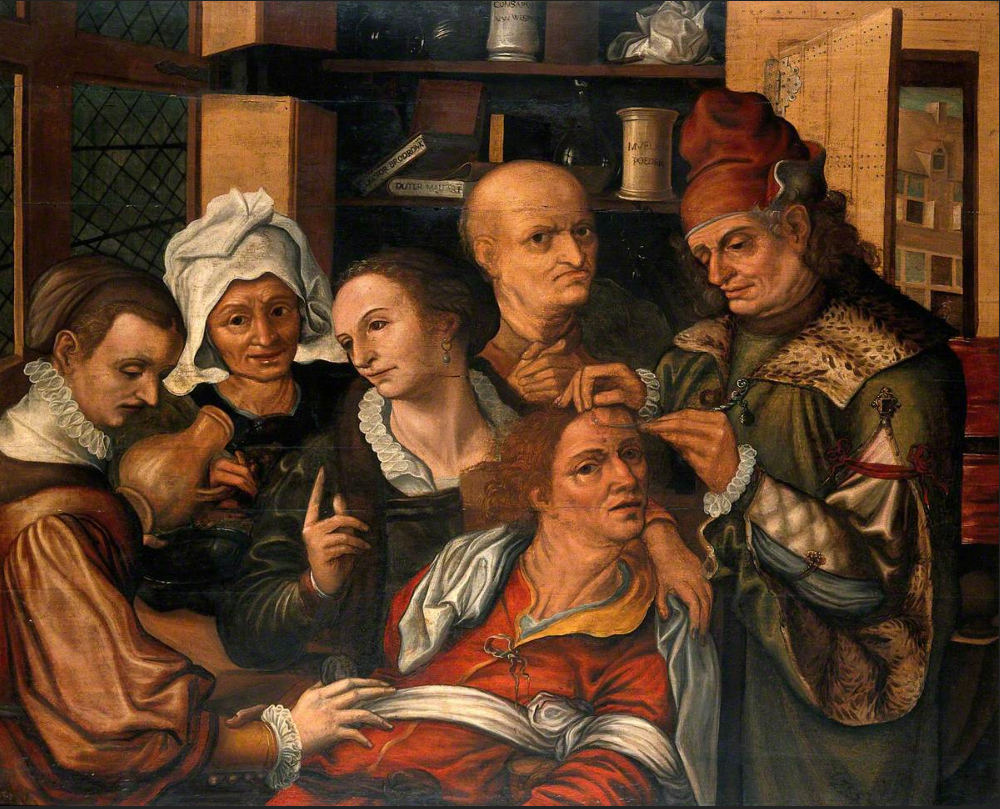
Пітер ван Гюйс. Хірург, який витягує камінь глупоти. Ок. 1545
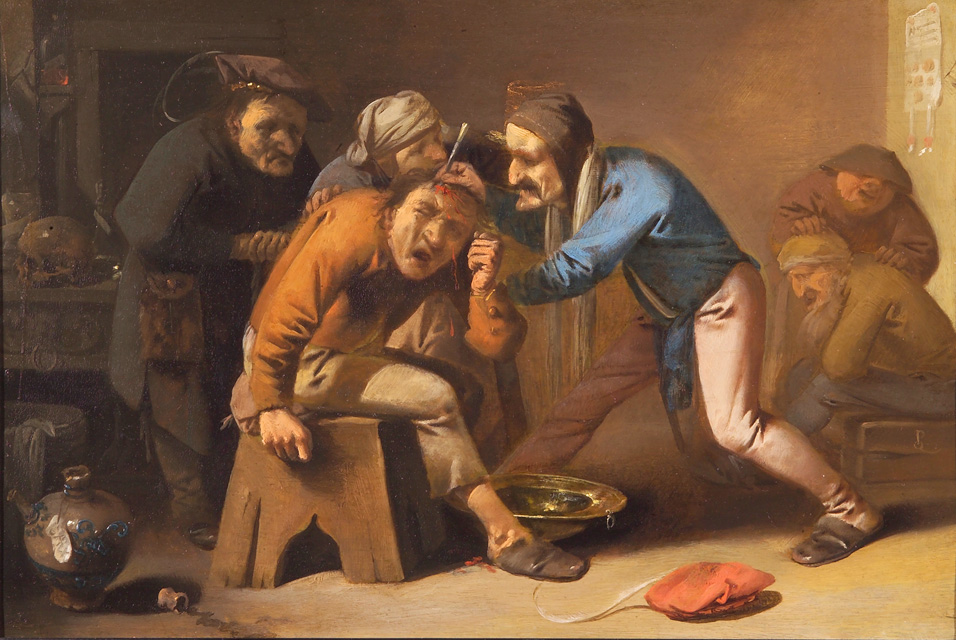
Пітер Кваст. Операція з вилучення каменю. Близько 1630 року. Музей образотворчих мистецтв Санкт-Галлен
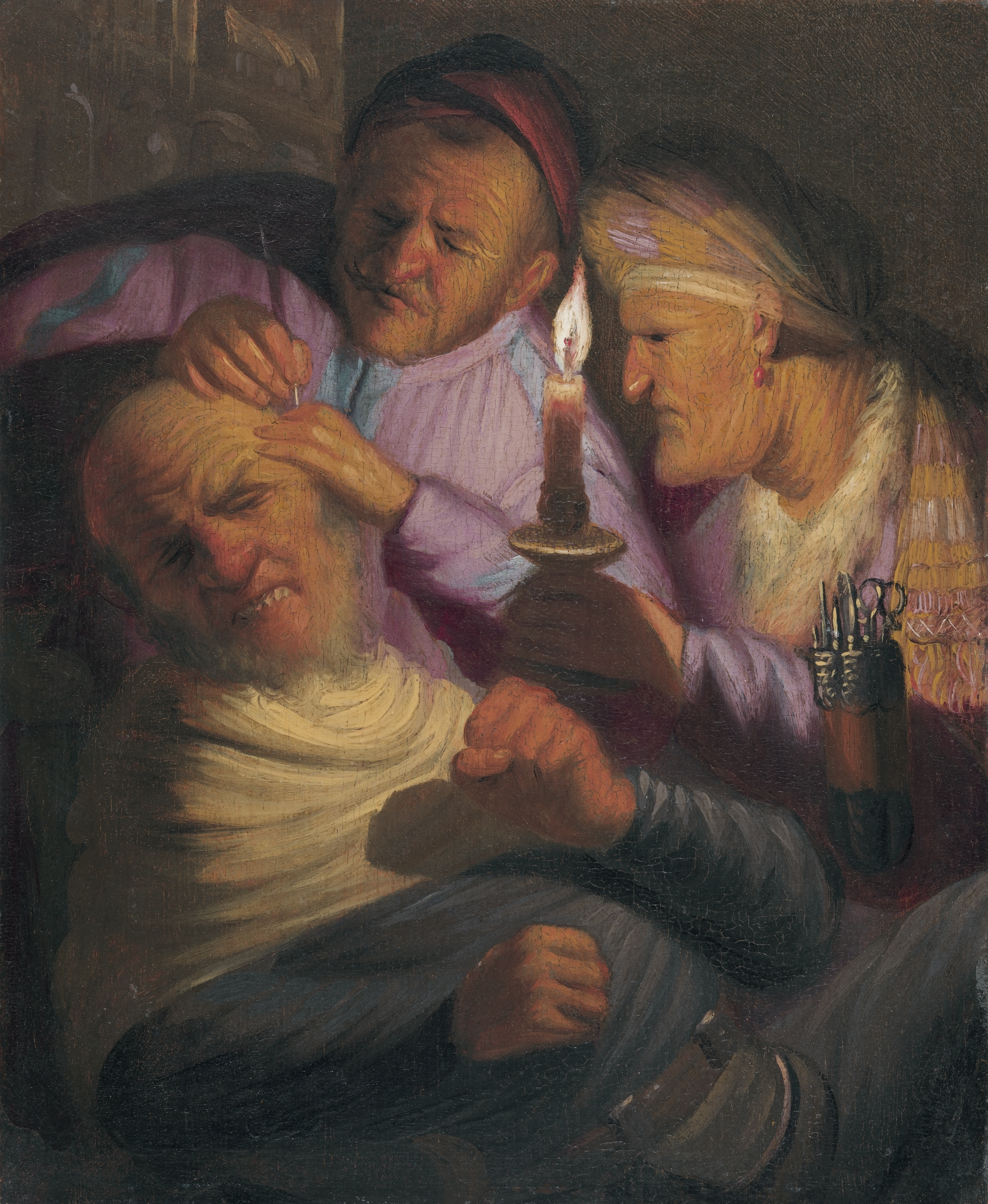
Рембрандт. Витяг каменя глупоти (Алегорія дотику). 1624-1625, приблизно. Лейденська колекція
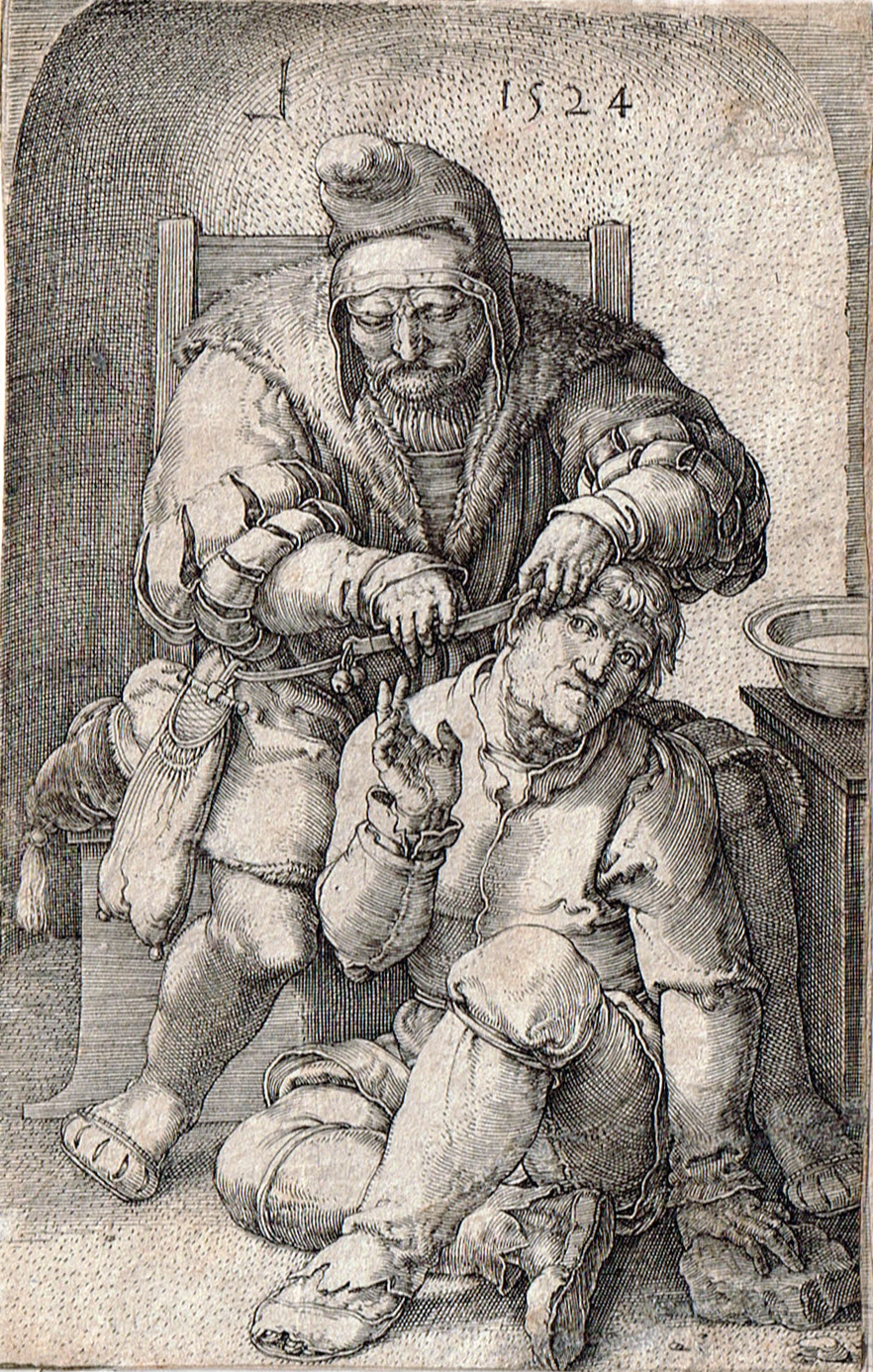
Лукас ван Лейден. Видалення каменю глупоти (гравюра). 1524. Музей Бойманса - ван Бьонінгена, Роттердам.
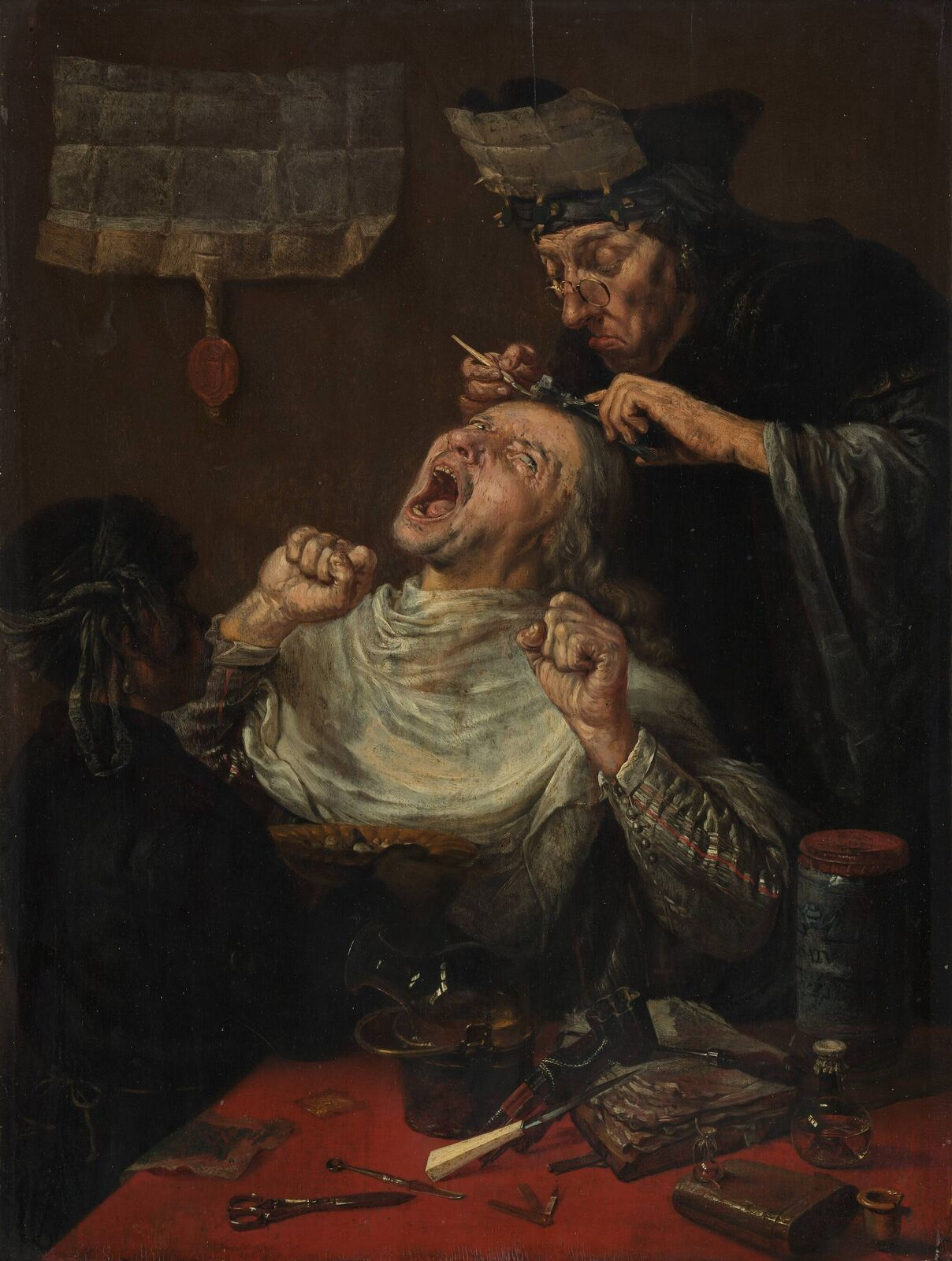
Приписується Франсуа Вервілту. Видалення каменю дурості. XVII ст. Музей Бойманса - ван Бенінгена, Роттердам